# Else Böhler, Duits dienstmeisje
Else Böhler, Duits dienstmeisje is een roman van de Nederlandse schrijver Simon Vestdijk. Het boek, geschreven in 1934, gepubliceerd in 1935, is deels een beschrijving van een liefde van Vestdijk, en deels een beklemmende beschrijving van het opkomende fascisme in Duitsland. Daarnaast is de roman een parodie op de theorieën van Sigmund Freud.
Het verhaal gaat over een Nederlandse student genaamd Johan, die uit verliefdheid het Duitse dienstmeisje van de buren nareist. Als Johan haar uiteindelijk vindt, treedt ze op tijdens een SA-feest in Berlijn. Johan pleegt een moord en vanuit zijn cel vertelt hij zijn levensverhaal. 